# 伊利乌姆的波勒蒙
波勒蒙（英語：Polemon of Ilium, Polemon of Athens），古希腊地理学家、博物学家与旅行家。生活于伊利乌姆。他常年远游四方，其足迹遍及希腊世界，他在旅途的同时亦重视对所到之处的文物古迹进行相关的整理工作，他将所见的纪念碑、铭文以及艺术品录入其书，其中以斯巴达、雅典以及德尔菲的文物最为出名。